# Yale (Oklahoma)
Yale is een plaats (city) in de Amerikaanse staat Oklahoma, en valt bestuurlijk gezien onder Payne County.

## Demografie
Bij de volkstelling in 2000 werd het aantal inwoners vastgesteld op 1342.
In 2006 is het aantal inwoners door het United States Census Bureau geschat op 1289, een daling van 53 (-3,9%).

## Geografie
Volgens het United States Census Bureau beslaat de plaats een oppervlakte van
2,4 km², geheel bestaande uit land. Yale ligt op ongeveer 245 m boven zeeniveau.

## Plaatsen in de nabije omgeving
De onderstaande figuur toont nabijgelegen plaatsen in een straal van 16 km rond Yale.

## Geboren
- Chet Baker (1929), Amerikaans trompettist en zanger.